# Virginie (1794)
Pour les articles homonymes, voir Virginie.
La Virginie est une frégate de 44 canons de la Marine révolutionnaire française, elle est la première de sa classe.
Elle prend part à la première bataille de Groix (en) et à la bataille de Groix.
Le 22 mars 1796, elle est capturée par une escadre britannique constituée de l'HMS Indefatigable, l'HMS Amazon et de l'HMS Concord. Elle est intégrée au sein de la Royal Navy sous le nom de HMS Virginie. Le 20 mai 1808, elle capture la frégate hollandaise Guelderland.
Dans la Royal Navy, son armement est augmenté à 46 canons :
- 8 carronades de 32 livres sur le gaillard et la dunette,
- 28 Long Ordnances de 18 livres sur le pont principal,
- 10 Long Ordnances 9 livres sur le gaillard et la dunette[1]